# Irene Curzon, II baronessa Ravensdale
Mary Irene Curzon, II baronessa Ravensdale (Londra, 20 gennaio 1896 – Londra, 9 febbraio 1966) è stata una politica inglese.

## Biografia
Mary Irene era la primogenita di George Curzon, I marchese Curzon di Kedleston, e della sua prima moglie, l'americana Mary Victoria Leiter. Frequentò il prestigioso collegio svizzero Istituto Le Rosey.
Dal padre ereditò la Baronia di Ravensdale (20 marzo 1925), ed è stata creata baronessa Ravensdale (6 ottobre 1958) con il permesso di sedersi nella Camera dei lord.
Mary Irene faceva parte della cerchia di amici del Duca di Windsor, insieme alla sorella Alexandra e il cognato, il maggiore Edward Dudley Metcalfe,  migliore amico di Edoardo VIII. Vide l'ascesa del fascismo britannico attraverso la sua sorella Lady Cynthia 'Cimmie' Mosley e il cognato, Sir Oswald Mosley, con il quale ha avuto una relazione prima del loro matrimonio.

## Vita personale
Le piaceva la musica, caccia alla volpe, feste, bere e il sesso. Ha avuto numerose relazioni amorose all'interno dell'élite di Melton Mowbray e ha avuto una lunga relazione con il celebre pianista Arthur Rubinstein.
Ricevette numerose proposte di matrimonio tra cui da Victor Cazalet e Nevile Henderson. È stata fidanzata con Miles Graham e Gorden Leith, ma non si sposò mai e non ebbe figli. Per consolazione si consolò con il bere, alle opere di carità e alla cura dei figli delle sorelle.

## Morte
Durante la seconda guerra mondiale assistette come infermiera ai soldati feriti presso il Dorchester Hotel. Morì il 9 febbraio 1966 a Londra.